# Long Beach Grand Prix 1991
Long Beach Grand Prix 1991 var ett race som var den andra deltävlingen i PPG IndyCar World Series 1991. Racet kördes den 14 april på Long Beach gator. 1990 års mästare Al Unser Jr. tog sin första seger för säsongen, men det var tvåan och Unsers stallkamrat Bobby Rahal som gick upp i mästerskapsledning. Eddie Cheever slutade på tredje plats.

## Slutresultat
| Plats | Förare                | Team                     | Grid | Kvaltid  |
| ----- | --------------------- | ------------------------ | ---- | -------- |
| 1     | Al Unser Jr.          | Galles-Kraco Racing      | 2    | 1.06,684 |
| 2     | Bobby Rahal           | Galles-Kraco Racing      | 5    | 1.07,193 |
| 3     | Eddie Cheever         | Chip Ganassi Racing      | 11   | 1.08,190 |
| 4     | Rick Mears            | Marlboro Team Penske     | 4    | 1.07,175 |
| 5     | Arie Luyendyk         | Vince Granatelli Racing  | 13   | 1.08,258 |
| 6     | Ted Prappas           | P.I.G. Racing            | 9    | 1.07,680 |
| 7     | Scott Goodyear        | UNO Racing               | 6    | 1.07,417 |
| 8     | Scott Brayton         | Dick Simon Racing        | 15   | 1.08,690 |
| 9     | Jeff Andretti         | Bruce Leven Racing       | 12   | 1.08,222 |
| 10    | Didier Theys          | Leader Cards Racing      | 19   | 1.09,265 |
| 11    | Danny Sullivan        | Patrick Racing           | 16   | 1.08,887 |
| 12    | Tony Bettenhausen Jr. | Bettenhausen Motorsports | 19   | 1.09,591 |
| 13    | Hiro Matsushita       | Dick Simon Racing        | 22   | 1.10,261 |
| 14    | Guido Daccò           | Genoa Racing             | 23   | 1.10,718 |
| 15    | Randy Lewis           | Dale Coyne Racing        | 21   | 1.10,245 |
| 16    | Michael Andretti      | Newman/Haas Racing       | 1    | 1.06,306 |
| 17    | Emerson Fittipaldi    | Marlboro Team Penske     | 3    | 1.06,869 |
| 18    | John Andretti         | Hall/VDS Racing          | 10   | 1.07,905 |
| 19    | Mario Andretti        | Newman/Haas Racing       | 7    | 1.07,429 |
| 20    | Bernard Jourdain      | A.J. Foyt Enterprises    | 20   | 1.09,986 |
| 21    | Mark Dismore          | Arciero Racing           | 25   | 1.11,531 |
| 22    | Paul Tracy            | Dale Coyne Racing        | 14   | 1.08,599 |
| 23    | Mike Groff            | Euromotorsport           | 17   | 1.09,998 |
| 24    | Scott Pruett          | Truesports Co.           | 8    | 1.07,487 |
| 25    | Buddy Lazier          | Walther Motorsports      | 26   | 1.12,224 |
| 26    | Dennis Vitolo         | Dale Coyne Racing        | 24   | 1.11,051 |